# Station Reedham (Londen)
Reedham (Londen) is een spoorwegstation van National Rail in Croydon in Engeland. Het station is eigendom van Network Rail en wordt beheerd door Southern. 